# Cheneyville
Cheneyville is een plaats (town) in de Amerikaanse staat Louisiana, en valt bestuurlijk gezien onder Rapides Parish.

## Demografie
Bij de volkstelling in 2000 werd het aantal inwoners vastgesteld op 901.
In 2006 is het aantal inwoners door het United States Census Bureau geschat op 890, een daling van 11 (-1,2%).

## Geografie
Volgens het United States Census Bureau beslaat de plaats een oppervlakte van
2,7 km², geheel bestaande uit land. Cheneyville ligt op ongeveer 22 m boven zeeniveau.

## Plaatsen in de nabije omgeving
De onderstaande figuur toont nabijgelegen plaatsen in een straal van 20 km rond Cheneyville.